# SGI Onyx 3000
El Onyx 3000 y Onyx 300 son una familia de sistemas de visualización diseñado y fabricado por SGI, como una variante del Origin 3000. El hardware de gráficos está contenido dentro de los G-brick que alojan los subsistemas gráficos InfiniteReality3 o InfiniteReality4, o los V-brick que alojan los subsistemas gráficos InfinitePerformance (VPro). El número de G-brick o V-brick que un sistema admite escala linealmente con el número de C-brick presentes. Los sistemas deben usar G-brick o V-brick, ya que estas opciones no se pueden mezclar. El Onyx 3000 originalmente usó InfiniteReality3.  
Fue precedido por el Onyx2, siendo sucedido por el Onyx4 y el Prism basado en Itanium en 2004, y el último modelo fue descontinuado el 25 de marzo de 2005.  

### Modelos
| Modelo    | # de CPU | Memoria        | Gráficos            | # de canales | Chasis                  | Introducido         | Interrumpido        |
| --------- | -------- | -------------- | ------------------- | ------------ | ----------------------- | ------------------- | ------------------- |
| Onyx 3200 | 4 a 8    | 512 MB a 16 GB | InfiniteReality     | 1 o 2        | 1 estante alto          | 31 de enero de 2000 | 31 de marzo de 2004 |
| Onyx 3200 | 4 a 8    | 512 MB a 16 GB | InfinitePerformance | 1            | 1 estante corto         | ?                   | 31 de marzo de 2004 |
| Onyx 3400 | 4 a 32   | 512 MB a 64 GB | InfiniteReality     | 1 a 8        | 2+ bastidores           | ?                   | ?                   |
| Onyx 3400 | 6 a 32   | 1 a 64 GB      | InfinitePerformance | 1 a 4        | 1+ estante (s) alto (s) | ?                   | ?                   |
| Onyx 3800 | 16 a 128 | 2 a 256 GB     | InfiniteReality     | 1 a 16       | 3+ estantes altos       | ?                   | 31 de marzo de 2004 |
| Onyx 3800 | 16 a 128 | 2 a 256 GB     | InfinitePerformance | 1 a 4        | 2+ bastidores altos     | ?                   | 31 de marzo de 2004 |
| Onyx 3900 | 4 a 512  | 1 GB a 1 TB    | InfiniteReality     | ?            | ?                       | noviembre de 2002   | 25 de marzo de 2005 |
| Onyx 3900 | 4 a 512  | 1 GB a 1 TB    | InfinitePerformance | ?            | ?                       | noviembre de 2002   | 25 de marzo de 2005 |

### G-brick
El G-brick es un gabinete de 18U de altura que admite el subsistema de gráficos InfiniteReality. Cada G-brick puede admitir dos canales gráficos InfiniteReality3 o InfiniteReality4, aunque solo un canal puede tener cuatro paneles de administración de trama mientras que el otro puede tener dos. El G-brick se conecta al sistema mediante cables Crosstown2. 

### V-brick (InfinitePerformance)
El V-brick es un gabinete de 4U de altura que admite dos canales de gráficos InfinitePerformance. Cada canal gráfico consta de una tarjeta gráfica SGI VPro V12 de 128 MB. El V-brick se conecta al sistema mediante cables Crosstown2. 

### N-brick
El N-brick es un gabinete de 2U de altura que permite que los C-brick se conecten a los G-brick sin usar X-brick o I-brick, lo que ahorra espacio ya que los otros bloques son más altos. El N-brick fue diseñado para configuraciones donde no se requerían capacidades de E/S.